# KN-02 Toksa
Il missile balistico tattico KN-02 Toksa, conosciuto anche come Hwasong-11, è stato sviluppato alla fine del XX secolo per equipaggiare l'esercito nord coreano con un nuovo sistema missilistico a breve raggio. I principali obiettivi assegnati ai missili KN-02 sono aeroporti, posti comando, batterie antiaeree, ponti e concentramenti di truppe presenti in Corea del Sud.

## Storia del progetto
Nel giugno del 1996 alcuni tecnici siriani trascorsero due settimane nella Corea del Nord trasmettendo al governo di quella nazione informazioni e dati tecnici sul sistema missilistico OTR-21 Točka in servizio nell’esercito siriano a partire dal 1983. Nell’agosto successivo un missile 9K79 Scarab A fu spedito via mare in Corea del Nord a disposizione dei tecnici locali, che ne svilupparono una nuova, e più potente versione, che fu designata KN-02 Toksa. Tale nome fu ufficialmente comunicato da Kim Seong-il, capo ufficio informazioni dello Stato maggiore congiunto della Corea del Sud, in una sessione parlamentare a porte chiuse. Il primo lancio avvenne nell’aprile 2004 e fu un fallimento, mentre il secondo, avvenuto sul Mar del Giappone il 1º maggio 2005 si rivelò un successo. Dopo 20 lanci di prova riusciti nel 2006 fu avviata la produzione di serie, e il nuovo sistema d’arma fu mostrato per la prima volta durante una parata militare a Pyongyang nell’aprile 2007, entrando ufficialmente in servizio l’anno successivo.

## Tecnica
Il KN-02 Toksa è un missile monostadio a propellente solido del peso di 2.010 kg, e dotato di vari tipi di testate del peso di 485 kg equipaggiate con cariche diverse: ad alto esplosivo, nucleare tattica, a submunizioni, chimica o biologica. La gittata è di 160 km, mentre il CEP è pari a 100 m.
Il veicolo lanciatore ruotato è un camion commerciale di produzione bielorussa MAZ-630.308-224 (6x4) o MAZ-630.308-243 (6x6), riprodotto ampiamente modificato su licenza in Corea del Nord. Tale veicolo non ha capacità anfibia, ed ha una velocità massima su strada di 60 km/h. Il veicolo può superare una pendenza massima del 60%, una laterale del 30%, una trincea di 0,50 m, e un ostacolo verticale di 0,50 m e un guado della profondità di 1,2 m. 
Durante il trasporto il missile è completamente nascosto all’interno del TEL, con la testata racchiusa in un apposito vano climatizzato a temperatura controllata, ed è protetto da colpi diretti. Il sistema d'arma può essere dispiegato rapidamente. All’atto del ricevimento dell’ordine di lancio il missile è pronto in circa 16 minuti, eretto in posizione quasi verticale. Il lancio avviene in due minuti e una volta avvenuto il lancio il veicolo trasportatore può lasciare l’area in 1,5 minuti, allontanandosi a grande velocità. Il veicolo TEL è supportato da un veicolo che trasporta due o quattro missili di riserva dotato di gru per il trasferimento delle armi. La ricarica avviene in 20 minuti.

## Impiego operativo
Nell’ottobre 2009 vi fu un lancio simultaneo di cinque missili KN-02 Toksa da un poligono sul Mar del Giappone.
Nel 2014 risultavano in servizio 100 missili KN-02 Toksa

## Utilizzatori
Corea del Nord
- Chosŏn inmin'gun Ryukkun

### Annotazioni
1. ↑  Le cui testate sono coperte da un apposito scudo termico al fine di evitare sbalzi di temperatura.

### Fonti
1. 1 2 3  O’Halloran 2015, p. 56.
2. 1 2  Striuli 2007, p. 44.
3. 1 2 3  Cordesman, Hess 2013, p. 9.
4. 1 2 3  O’Halloran 2015, p. 55.
5. ↑  Wit, Ahn 2015, p. 23.
6. ↑  Wit, Ahn 2015, p. 24.
7. ↑  Wit, Ahn 2015, p. 25.

### Periodici
- Lorenzo Striuli, Le WMD del Medio Oriente, in RID-Rivista Italiana Difesa, n. 10, Chiavari, Giornalistica Riviera Soc. Coop., ottobre 2007,  pp. 34-47.